# Софіївка (Миколаївська сільська громада, Сумський район)
Софі́ївка — село в Україні, у Миколаївській сільській громаді Сумського району Сумської області. Населення становить 103 осіб. До 2020 орган місцевого самоврядування — Северинівська сільська рада.

## Географія
Село Софіївка знаходиться на відстані до 1 км від сіл Вербове, Бурчак і Склярівка. Поруч проходить автомобільна дорога Р44.

## Історія
12 червня 2020 року, відповідно до Розпорядження Кабінету Міністрів України № 723-р «Про визначення адміністративних центрів та затвердження територій територіальних громад Сумської області» увійшло до складу Миколаївської сільської громади.
19 липня 2020 року, після ліквідації колишнього Сумського(1923-2020) району, село увійшло до новоутвореного Сумського району.

## Населення

### Мова
Розподіл населення за рідною мовою за даними :
| Мова       | Кількість | Відсоток |
| ---------- | --------- | -------- |
| українська | 100       | 97.09%   |
| російська  | 3         | 2.91%    |
| Усього     | 103       | 100%     |

## Галерея

Головна вулиця. Вигляд з центра на північну околицю села (далі дорога веде до с. Капітанівка).
Магазин (центр села)
Перехрестя доріг в центрі: на Постольне (прямо) та Миколаїку (вліво). Автобусна зупинка.